# Lux (Costa d'Or)
Lux és un municipi francès, situat al departament de la Costa d'Or i a la regió de Borgonya - Franc Comtat. L'any 2007 tenia 515 habitants.

## Demografia

### Població
El 2007 la població de fet de Lux era de 515 persones. Hi havia 192 famílies, de les quals 44 eren unipersonals (8 homes vivint sols i 36 dones vivint soles), 60 parelles sense fills, 76 parelles amb fills i 12 famílies monoparentals amb fills.
La població ha evolucionat segons el següent gràfic:
Habitants censats

### Habitatges
El 2007 hi havia 219 habitatges, 197 eren l'habitatge principal de la família, 8 eren segones residències i 13 estaven desocupats. 187 eren cases i 32 eren apartaments. Dels 197 habitatges principals, 147 estaven ocupats pels seus propietaris, 43 estaven llogats i ocupats pels llogaters i 7 estaven cedits a títol gratuït; 3 tenien una cambra, 20 en tenien dues, 20 en tenien tres, 48 en tenien quatre i 107 en tenien cinc o més. 149 habitatges disposaven pel capbaix d'una plaça de pàrquing. A 78 habitatges hi havia un automòbil i a 104 n'hi havia dos o més.

### Piràmide de població
La piràmide de població per edats i sexe el 2009 era:
| Homes | Edats   | Dones |
| ----- | ------- | ----- |
| 0     | 95 o +  | 4     |
| 0     | 90 a 94 | 12    |
| 8     | 85 a 89 | 4     |
| 4     | 80 a 84 | 4     |
| 8     | 75 a 79 | 4     |
| 12    | 70 a 74 | 16    |
| 16    | 65 a 69 | 16    |
| 4     | 60 a 64 | 8     |
| 20    | 55 a 59 | 4     |
| 20    | 50 a 54 | 20    |
| 8     | 45 a 49 | 8     |
| 24    | 40 a 44 | 8     |
| 28    | 35 a 39 | 32    |
| 16    | 30 a 34 | 28    |
| 12    | 25 a 29 | 8     |
| 20    | 20 a 24 | 20    |
| 8     | 15 a 19 | 16    |
| 12    | 10 a 14 | 28    |
| 16    | 5 a 9   | 12    |
| 20    | 0 a 4   | 16    |

## Economia
El 2007 la població en edat de treballar era de 315 persones, 246 eren actives i 69 eren inactives. De les 246 persones actives 236 estaven ocupades (116 homes i 120 dones) i 11 estaven aturades (5 homes i 6 dones). De les 69 persones inactives 29 estaven jubilades, 14 estaven estudiant i 26 estaven classificades com a «altres inactius».

### Ingressos
El 2009 a Lux hi havia 201 unitats fiscals que integraven 483 persones, la mediana anual d'ingressos fiscals per persona era de 19.130 €.

### Activitats econòmiques
Dels 19 establiments que hi havia el 2007, 1 era d'una empresa alimentària, 3 d'empreses de fabricació d'altres productes industrials, 6 d'empreses de construcció, 5 d'empreses de comerç i reparació d'automòbils, 1 d'una empresa de transport, 1 d'una empresa d'hostatgeria i restauració, 1 d'una empresa de serveis i 1 d'una entitat de l'administració pública.
Dels 5 establiments de servei als particulars que hi havia el 2009, 1 era un taller de reparació d'automòbils i de material agrícola, 2 paletes, 1 guixaire pintor i 1 restaurant.
Dels 2 establiments comercials que hi havia el 2009, 1 era una botiga de menys de 120 m² i 1 una botiga d'electrodomèstics.
L'any 2000 a Lux hi havia 15 explotacions agrícoles.

## Equipaments sanitaris i escolars
El 2009 hi havia 1 escola maternal i 1 escola elemental.

## Poblacions més properes
El següent diagrama mostra les poblacions més properes.